# Lane-Ryrs kyrka
Lane-Ryrs kyrka är en kyrkobyggnad i Kyrkebyn i Göteborgs stift. Den är församlingskyrka i Lane-Ryrs församling.

## Historia
Den första kyrkobyggnaden var en träkyrka, som uppfördes någon gång under medeltiden. Den ersattes 1671 av ännu en träkyrka som revs 1873. Dess altare och predikstol finns på Bohusläns museum. Taket var bemålat 1743 av Jonas Ahlstedt. Brädorna återanvändes efter rivningen som golvbrädor i en byggnad i Uddevalla. Då den revs 1965 togs de 330 brädorna till vara och finns nu bevarade på Bohusläns museum.

## Kyrkobyggnaden
Nuvarande stenkyrka i romansk stil uppfördes 1873–1874 efter ritningar av Albert Törnqvist (som även ritat Karlstads domkyrka). I samma byggnadskropp ryms både ett långsträckt långhus och ett tresidigt kor. Vid västra sidan finns kyrktornet med gavlar och en pyramidformad spira. Vid östra sidan ligger sakristian i en tresidig absidliknande tillbyggnad. Antalet sittplatser är 222. Kyrkan renoverades 1964. 

## Inventarier
- Altartavla föreställande Kristi förklaring, utförd 1874 av Svante Leonard Rydholm.
- Dopfunt av trä och predikstol i nyklassisk stil.

## Orgel
I samband med uppförandet av den nuvarande kyrkbyggnaden installerades 1878 en orgel byggd av Salomon Molander. Den ersattes av en ny tillverkad av John Grönvall Orgelbyggeri som installerades 1967.